# Bulbophyllum dunstervillei
Bulbophyllum dunstervillei là một loài phong lan thuộc chi Bulbophyllum.